# Ivano Bordon
Ivano Bordon (Marghera, 13 april 1951) is een voormalig profvoetballer uit Italië, die speelde als doelman gedurende zijn carrière. Hij stond onder meer onder contract bij Inter Milaan en Sampdoria. In 1982 won hij de wereldtitel met Italië, hoewel hij in geen van de zeven duels in actie kwam, net als de andere reservedoelman Giovanni Galli.

## Interlandcarrière
Tussen 1978 en 1984 kwam hij 21 keer uit voor de Italiaanse nationale ploeg. Hij maakte zijn debuut op woensdag 25 januari 1978 in de vriendschappelijke uitwedstrijd tegen Spanje, die met 2-1 werd verloren door Italië. Bordon trad in dat duel in de rust aan als vervanger van Paolo Conti. Hij nam met Italië deel aan twee WK-eindronden (1978 en 1982) en aan het EK voetbal 1980.

## Erelijst
Inter Milaan
- Serie A

1971, 1980
- Coppa Italia

1978, 1982
 Sampdoria
- Coppa Italia

1985